# Grimstad
Grimstad este o comună din provincia Agder, Norvegia.